# Gente di Dublino
Gente di Dublino (titolo orig. Dubliners), tradotto anche come I dublinesi, è una raccolta di quindici racconti scritta da James Joyce, pubblicata nel 1914. Essa presenta una descrizione naturalistica della vita della classe media irlandese a Dublino e dintorni nei primi anni del XX secolo. Le storie furono scritte quando il movimento nazionalista irlandese raggiunse il picco: alla ricerca di una identità nazionale e di uno scopo, all'incrocio di storie e culture, l'Irlanda era scossa da influenze e idee divergenti. Joyce sentiva che il nazionalismo irlandese, al pari del Cattolicesimo e del dominio britannico sull'isola d'Irlanda, fossero responsabili della paralisi collettiva. Egli concepì i Dubliners come uno «specchio ben lucidato» sugli irlandesi e un «primo passo verso la [loro] liberazione spirituale».
Inizialmente, egli chiamò «epicleti» i bozzetti che andava componendo, mutuandone il concetto dalla religione cristiana per formulare il processo da lui intrapreso mirante a cogliere e definire meglio la trasformazione e rivelazione emblematica del protagonista, o della verità di una situazione, in ogni racconto. A esso si riallaccia il concetto di epifania di Joyce: già usato nella propria poesia, è esemplificato come il momento nel quale un personaggio esperisce un'autocomprensione o illuminazione, un'improvvisa rivelazione che lo trasforma inaspettatamente. I primi tre racconti sono narrati da protagonisti infantili, mentre le storie seguenti sono scritte in terza persona e si occupano e affrontano le esistenze di persone più grandi e anziane. L'autore concepì una divisione della collezione in infanzia (tre racconti), adolescenza (quattro racconti), maturità (quattro racconti), vita pubblica di Dublino (3 racconti), dominata da abulia e rassegnazione. Al volume Joyce aggiunse il celeberrimo I morti, il racconto finale, culmine ed essenza dell'intera raccolta: conchiude tutti i temi e simboli, i vizi e le virtù, l'intero percorso esistenziale dalla fanciullezza alla maturità che l'autore intese rappresentare.
Molti dei personaggi nei Dubliners apparirono in ruoli minori nel romanzo Ulysses.

## Genesi editoriale

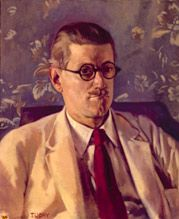
Ritratto di Joyce

Fra il 1905, quando Joyce inviò il manoscritto all'editore, e il 1914, quando il libro venne finalmente pubblicato (il 15 giugno), l'autore aveva subito il rifiuto per ben 18 volte da 15 editori. Fu la casa editrice di Londra Grant Richards a pubblicarlo.
In precedenza, l'editore Richards aveva accettato la raccolta di dodici racconti già nel febbraio 1905, ma a causa del rifiuto, manifestato dallo stampatore, del racconto Two Gallants, Richards iniziò poi a premere su Joyce anche per rimuovere un certo numero di passaggi, che secondo lui anche lo stampatore bocciava, e la pubblicazione fu respinta. Joyce, pur lamentandosi, ma accettando alcuni cambiamenti, fece saltare l'accordo. Il libro, come sopraddetto, subì la bocciatura, negli anni, di altri editori. Nel 1909, Maunsel & Roberts di Dublino accettò di stampare mille copie, ma un'analoga controversia ebbe luogo, con Maunsel a minacciare Joyce di intentargli una causa per fargli pagare le spese fin allora sostenute per la pubblicazione; allora Joyce si offrì di pagare egli stesso la stampa, se i fogli gli fossero stati consegnati e avesse potuto rilegarli altrove per distribuire il libro. Ma quando egli giunse dagli stampatori, essi rifiutarono di consegnargli i fogli, sebbene fosse riuscito a farsi consegnare una copia, che ottenne con uno "stratagemma". L'intera tiratura fu bruciata il giorno successivo dagli stampatori. Joyce tornò a inviare il manoscritto ad altri editori, e all'inizio del 1914, egli richiamò Richards che, stavolta, accettò di pubblicare la collezione, usando la copia di prova di Maunsel salvata. Richards stampò 1 250 copie. Come condizione contrattuale, Joyce non ricevette anticipi o diritti d'autore sulle prime cinquecento copie e fu costretto ad acquistarne centoventi. Settecentoquarantasei copie furono allestite da Richards e cinquecentoquattro spedite negli Stati Uniti.
La maggior parte dei racconti venne scritta da Joyce fra il 1904 e il 1905, nel 1906 vennero aggiunti I due galanti e Una piccola nube, mentre il racconto più famoso, I morti, è del 1907.

## Temi
(James Joyce, in una lettera al suo editore nel 1906)
Su richiesta di un settimanale, The Irish Homestead, Joyce cominciò a scrivere bozzetti e racconti sulla città di Dublino e sulla condizione dei suoi abitanti, che dovevano divenire metafora della condizione umana.
I protagonisti sono persone di Dublino, delle quali vengono narrate le storie di vita quotidiana. A dispetto dell'apparente banalità dei soggetti, il libro focalizza la propria attenzione su due aspetti, comuni a tutti i racconti: la paralisi e la fuga. La prima è principalmente una paralisi morale, causata dalla politica e dalla religione cattolica dell'epoca, ma anche dalle chiusure culturali del mondo irlandese. La fuga è conseguenza della paralisi, nel momento in cui i protagonisti comprendono la propria condizione. La fuga, tuttavia, è destinata a fallire sempre. Le storie inoltre seguono una sequenza tematica e possono essere suddivise in quattro sezioni, ciascuna delle quali rappresenta una fase della vita umana: l'infanzia (Le sorelle, Un incontro, Arabia); l'adolescenza (Eveline, Dopo la corsa, I due galanti, Pensione di famiglia); la maturità (Una piccola nube, Rivalsa, Polvere, Un caso pietoso); la vita pubblica (Il giorno dell'Edera, Una madre, La grazia).
Nel quindicesimo racconto, I morti, la prospettiva è ribaltata: se nei precedenti racconti Joyce aveva presentato i personaggi come «morti in vita», qui scopriamo che anche per i Dubliners esiste la possibilità di essere «vivi» e vivere la propria vita, come Gretta, capace di mantenere vive le proprie emozioni, al contrario del marito Gabriel, caduto nei rituali vuoti di un'esistenza meccanica. Dalla storia fu tratto il famoso film The Dead - Gente di Dublino, uscito nel 1987 per la regia di John Huston.
In Gente di Dublino Joyce vuole mostrare la caduta dei valori morali, legati alla religione, alla politica e alla cultura di Dublino. Tutti gli abitanti di Dublino sono "spiritualmente deboli", hanno paura degli altri abitanti e sono in qualche modo schiavi della loro cultura, della loro vita familiare e politica ma soprattutto della loro vita religiosa. In realtà, ciò che Joyce tiene a mostrare non è tanto questa situazione di debolezza, quanto il modo in cui questa si rivela alle "vittime" di questa "paralisi" morale (Joyce ne parla come Paralysis). Quindi diventare consapevoli di questa situazione è proprio il punto di svolta di ogni storia: conoscere se stessi è alla base della morale, se non la morale stessa. Ad ogni modo, pur se l'obiettivo di Joyce sembra prevalentemente morale, Joyce non si comporta mai come un educatore, dando istruzioni su come superare questa situazione, anzi il tema principale dell'opera è l'impossibilità di uscire da questa condizione di "paralisi". Ergo la "fuga" da questa situazione e il conseguente fallimento di questa fuga è un altro tema dell'opera.

## Stile
Lo stile di Gente di Dublino è realistico: la descrizione dei paesaggi naturali è concisa ma dettagliata; è presente un'abbondanza di dettagli, anche non essenziali, che non hanno propriamente uno scopo descrittivo ma spesso un significato più profondo, fortemente simbolico. Per esempio l'accurata descrizione della casa del prete in Le sorelle è simbolo dell'incapacità sia fisica che morale di padre Flynn. Questo vuol dire che, come in Gustave Flaubert o Émile Zola, realismo e naturalismo sono combinati con tratti simbolistici, e ciò si nota non solo nel fatto che i dettagli esterni hanno spesso un doppio significato, ma anche dall'uso dell'epifania: una tecnica di Joyce in cui un insignificante particolare o un gesto, o perfino una situazione banale portano un personaggio a una visione spirituale con cui comprende se stesso e ciò che lo circonda. Joyce pensava che la sua funzione come scrittore fosse quella di portare il lettore oltre i soliti aspetti della vita e mostrarne il loro significato profondo, quindi spesso l'epifania è la chiave della storia stessa: alcuni episodi descritti, apparentemente non influenti o importanti, sono essenziali nella vita del protagonista e sono un emblema del loro contesto sociale e storico.
Joyce abbandona la tecnica del narratore onnisciente e non usa mai un singolo punto di vista: ce ne sono tanti quanti sono i personaggi. Inoltre usa spesso il "discorso diretto" anche per i pensieri dei personaggi. In questo modo, presentandoli senza l'interferenza del narratore, permette al lettore una conoscenza diretta del personaggio.

## Racconti
- Le sorelle
- Un incontro
- Arabia
- Eveline
- Dopo la corsa
- I due galanti
- Pensione di famiglia
- Una piccola nube
- Rivalsa (o Un'Ave Maria o Contropartita)
- Polvere (o Cenere)
- Un caso pietoso (o Un increscioso incidente)
- Il giorno dell'edera
- Una madre
- La grazia
- I morti (o Il morto)

## Adattamenti

### Cinema
Nel 1987 il regista John Huston dirige il suo ultimo film The Dead - Gente di Dublino, tratto dal racconto omonimo di Joyce.

## Edizioni italiane
- Gente di Dublino, traduzione di Annie e Adriano Lami, Collana I corvi. Serie scarlatta n.5, Milano, Dall'Oglio, 1933,  p. 301. - Collana Caleidoscopio n.49, Milano, Club degli Editori, 1970; Introduzione di Claudio Gorlier, Novara, De Agostini, 1982-1985; Milano, Corbaccio, 1987.
- Gente di Dublino, traduzione di Franca Cancogni, Collana I coralli n.35, Torino, Einaudi, 1949,  p. 271, ISBN 88-06-39180-1. - Milano, Mondadori, 1958; ed. riveduta, Collana Classici Contemporanei, Mondadori, 1963; - a cura di Aldo Tagliaferri, Collana Oscar, Mondadori, 1971-1987; in Racconti e romanzi, a cura di Giorgio Melchiori, Collana I Meridiani, Mondadori, 1974 - nuova ed. aggiornata, 1997; Prefazione di Giuliano Gramigna, Ginevra, Orpheus Libri, 1972.
- Dublinesi, traduzione di Margherita Ghirardi Minoja, Collana BUR nn.1701-1703, Milano, Rizzoli, 1961,  p. 250, ISBN 88-17-15103-3. - Milano, Club Italiano dei Lettori, 1978; col titolo Gente di Dublino, Introduzione e note di Attilio Brilli, Collana BUR, Milano, Rizzoli, maggio 1980 - Collana Superclassici, BUR, settembre 1989; La Biblioteca dell'Europeo, 1984; Biblioteca Ideale Tascabile n.69, Milano, Opportunity Books, 1990, ISBN 978-88-811-1147-3; Collana I giganti di Gulliver, Opportunity Books, 1995, ISBN 978-88-812-9046-8; Collezione I Grandi Classici della letteratura straniera, Milano, Fabbri Editori, 1996-1999; Introduzione di Luigi Sampietro, Collana Grandi Classici BUR, Milano, Rizzoli, 2013, ISBN 978-88-170-5483-6.
- Gente di Dublino, traduzione di Maria Pia Balboni, Collana I grandi della letteratura, Milano, Fratelli Fabbri, 1968, 1994,  p. 254. - Gulliver, 1986-1995; col titolo I dublinesi, Collana Tascabili, Milano, Bompiani, marzo 1988.
- Gente di Dublino, traduzione di Marina Emo Capodilista, Collana Universale Tascabile, Roma, Newton Compton, 1974,  p. 202, ISBN 88-7983-588-2. - La Spezia, Club del Libro-Fratelli Melita, 1981-1995; Trento, Luigi Reverdito Editore, 1995.
- Gente di Dublino, traduzione di Marco Papi, Collana I grandi libri n.147, Milano, Garzanti, 1976. - trad. riveduta da Emilio Tadini, Introduzione di Nemi D'Agostino, Collana I grandi libri n.147, Garzanti, 1989; a cura di Aldo Tropea, Collana Il mondo narrato, La Nuova Italia, Roma, 1989, ISBN 978-88-221-0754-1.
- Gente di Dublino, traduzione di Attilio Brilli, Collana Oscar Classici moderni n.10, Milano, Mondadori, 1988,  p. 208, ISBN 978-88-04-44831-0. - I grandi della narrativa. Novecento europeo, in allegato a Famiglia Cristiana, San Paolo Edizioni, 1998.
- Due romanzi. Gente di Dublino. Ritratto dell'artista da giovane, traduzione di Massimo Marani, Collana I Grandi Maestri, Roma, Gherardo Casini, 1988.
- Gente di Dublino [Passioni e storie di gente comune], traduzione di Francesco Franconeri, Collana Acquarelli, Bussolengo, Demetra, 1993; nuova ed., 2006, ISBN 88-7122-375-6. - Collana Frontiere light, Fidenza, Mattioli 1885, 2012, ISBN 978-88-6261-295-1.
- Gente di Dublino, traduzione di Daniele Benati, con uno scritto di Italo Svevo, Collana UEF n.2107, Milano, Feltrinelli, 1994, ISBN 978-88-07-82107-3.
- Gente di Dublino, traduzione di Gian Luca Guerneri, Collana Ennesima, Rimini, Guaraldi, 1995, ISBN 88-8049-015-X. - Torraca, Orsa Maggiore, aprile 1995, ISBN 978-88-239-0421-7.
- Gente di Dublino, traduzione di Anonimo, Santarcangelo di Romagna, Rusconi, 2004-2025.
- Gente di Dublino, traduzione di Andrea Montemagni e Barbara Gambaccini, Collana Highlander, Massa, Edizioni Clandestine, 2010, ISBN 978-88-659-6286-2.
- Gente di Dublino, traduzione di Umberto Primati, Collana Classici tascabili n.59, Milano, Dalai, 2011, ISBN 978-88-607-3967-4.
- Gente di Dublino, a cura di Antonio Balducci, Collana Grandi classici, Vedano Olona (Varese), Crescere, 2014, 2022, ISBN 979-12-545-4193-7.
- I Dublinesi, traduzione di Maurizio Bartocci, Collana I Classici, Milano, Bompiani, 2018, ISBN 978-88-4529-738-0.
- I Dublinesi, traduzione di Stefano Bortolussi, Collana Passepartout, Bussolengo, Demetra, 2018, ISBN 978-88-4405-115-0. - Firenze, Giunti, 2019; a cura di B. Auerbach-Lynn, con testo a fronte, Collana English masterclass, Bussolengo, Demetra, 2023-2025, ISBN 978-88-440-7349-7.
- Gente di Dublino, trad. e cura di Fabio Pedone ed Enrico Terrinoni, Collana La Cultura n.1839, Milano, Il Saggiatore, 2024, ISBN 978-88-428-3386-4.